# Lenzerheide
Lenzerheide (toponimo tedesco; in romancio Lai) è, assieme a Valbella, una frazione di 2 000 abitanti circa del comune svizzero di Obervaz, nella regione Albula (Canton Grigioni). Principale centro del comune, è una rilevante stazione sciistica.

## Geografia fisica

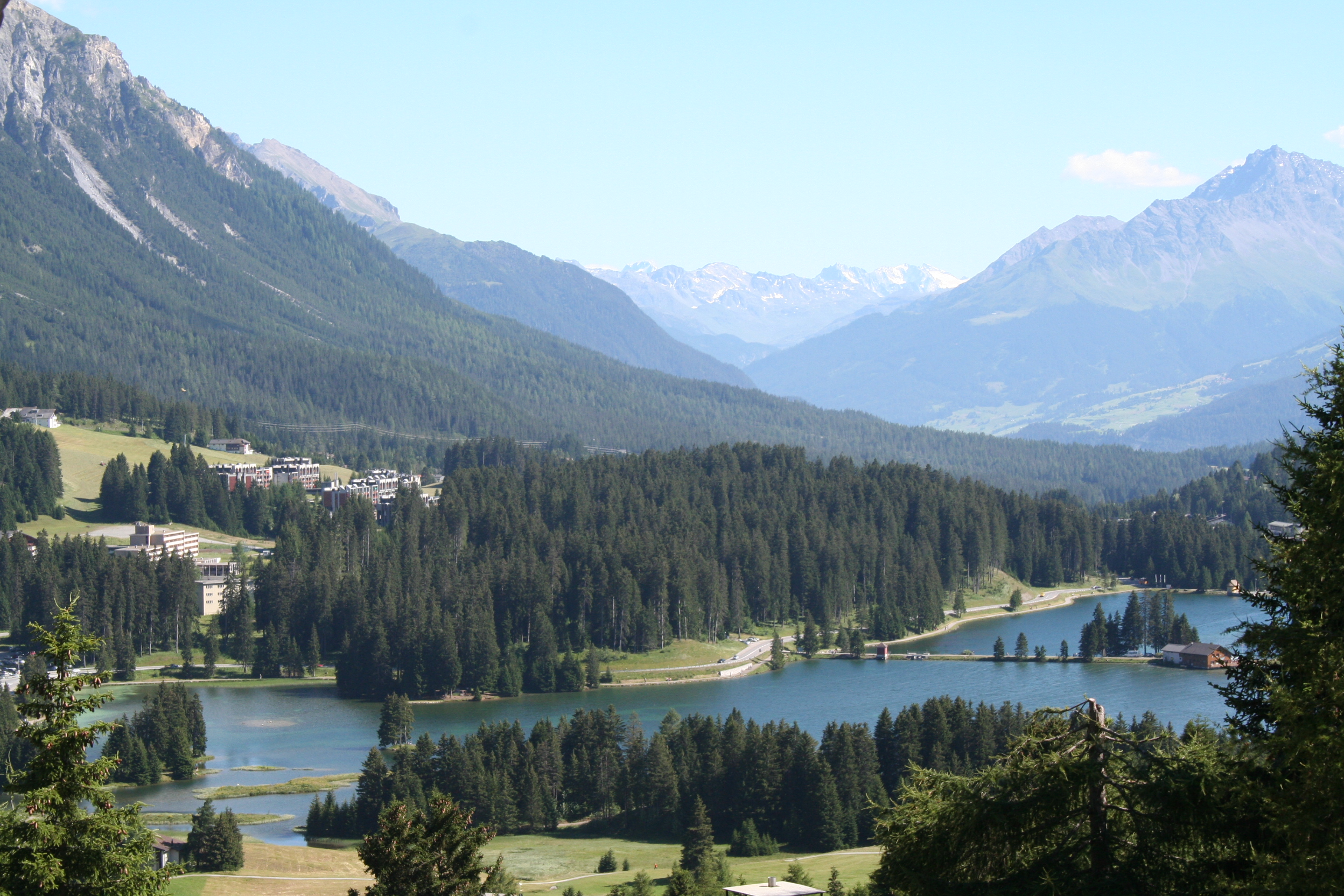
La valle di Lenzerheide

Si trova ai piedi del Parpan Rothorn (2 899 m s.l.m.) ed è costruita su una frana preistorica. È attraversata dal Rain digl Lai ("Torrente di Lenzerheide") si trova a sud del bacino artificiale dell'Heidsee (Igl Lai in romancio).

## Storia
Il villaggio è molto recente: nel XV e XVI secolo dalle pendici del Parpan Rothorn si estraeva metallo e il resto del territorio era utilizzato come maggengo. L'unico collegamento era rappresentato dalla cosiddetta strada superiore che conduceva ai passi del Settimo e del Giulio.
Il primo albergo fu aperto nel 1882 come soggiorno estivo; in seguito nel territorio si trasferirono alcune famiglie provenienti dalle altre frazioni di Obervaz e nei primi anni del XX secolo iniziò lo sviluppo turistico invernali. Nel 1886 fu costruita la prima chiesa cattolica.

## Monumenti e luoghi d'interesse

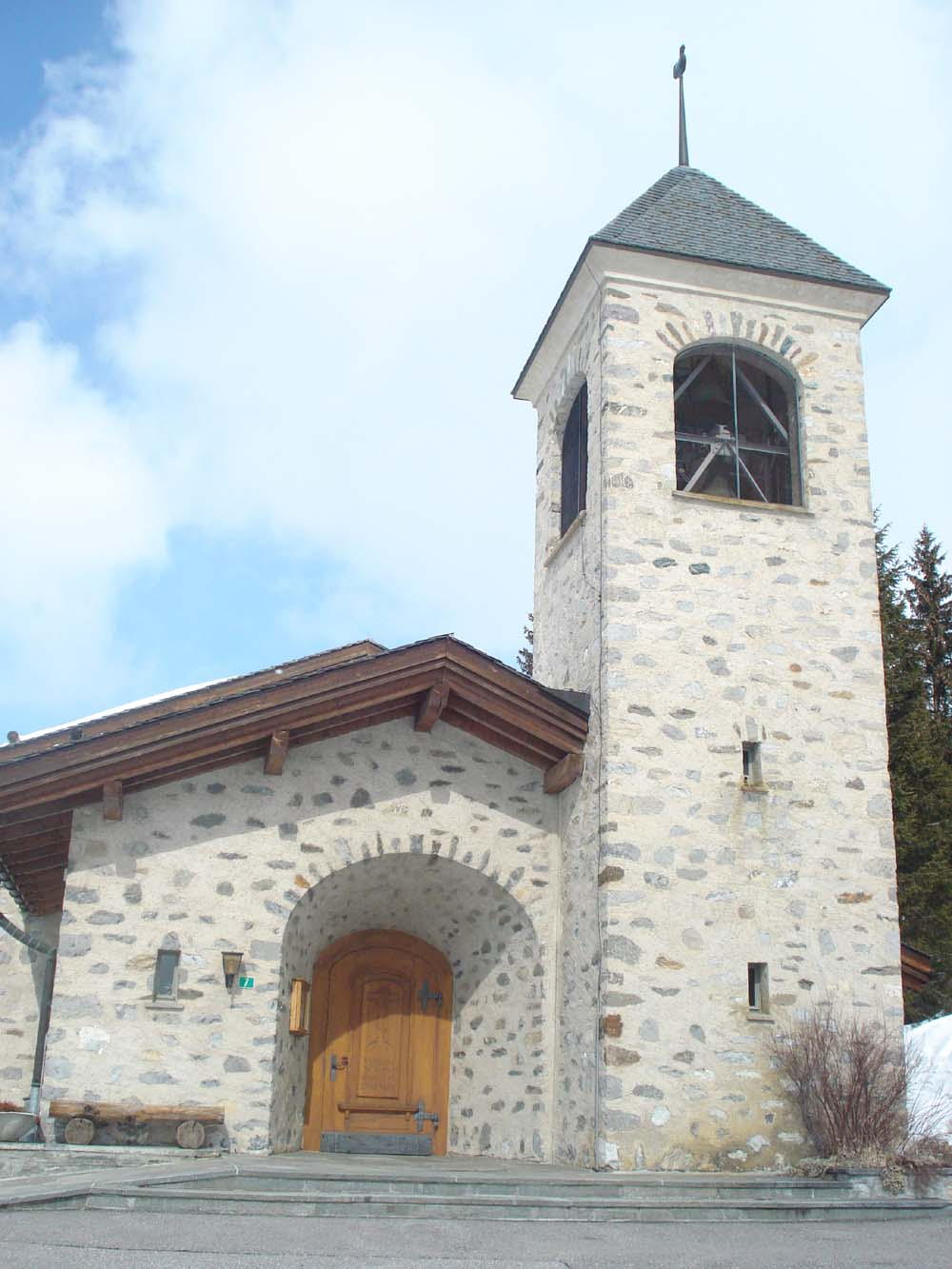
La chiesa riformata

- Chiesa cattolica di San Carlo, eretta nel 1886[1];
- Chiesa riformata.

## Sport
Stazione sciistica specializzata nello sci alpino, Lenzerheide ha ospitato numerose tappe della Coppa del Mondo e della Coppa Europa della disciplina, oltre ad alcune edizioni dei Campionati svizzeri.
Nel 2021 dal 17 al 21 marzo ha ospitato le finali della Coppa del Mondo di Sci Alpino 2020/21.
La località è stata anche sede di tappe della Coppa del Mondo di sci di fondo, della Coppa del mondo di mountain bike (disciplina della quale ha ospitato i Campionati del mondo 2018), del Tour de Suisse di ciclismo e dei Campionati del mondo di corsa in montagna 1987; nel tennis, ospita il Lenzerheide Open, torneo del circuito femminile ITF.